# Epilohmannia neotricha
Epilohmannia neotricha är en kvalsterart som beskrevs av Wallwork 1962. Epilohmannia neotricha ingår i släktet Epilohmannia och familjen Epilohmanniidae. Inga underarter finns listade i Catalogue of Life.